# Ropica fuscomaculata
Ropica fuscomaculata là một loài bọ cánh cứng trong họ Cerambycidae.